# Ignacio Ruano
Ignacio Francisco Ruano (Lomas de Zamora, Buenos Aires, Argentina, 5 de abril de 1989) es un futbolista que se desempeña como volante ofensivo.
Inició su trayectoria profesional en Los Andes, club en el cual debutó profesionalmente en 2010. Allí disputó 30 partidos convirtiendo 1 gol. En 2013 pasa a formar parte de San Telmo, donde permaneció 3 años, disputó 117 partidos oficiales de 120 posibles y anotó 5 goles logrando en 2015 el campeonato de la División C y el ascenso a la Primera B Metropolitana.
En 2016 fichó para Universidad de San Carlos de Guatemala. En 2017 retornó a San Telmo para disputar el Torneo de la Primera B Metropolitana y la Copa Argentina,permaneció una temporada y fue capitán del equipo. A partir del año 2018 firmó contrato con Chaco For Ever y disputó el Torneo Federal A y la Copa Argentina. Permaneció en esa institución hasta enero del 2021.
En 2021 fichó para Talleres de Remedios de Escalada disputando 20 partidos y convirtiendo 1 gol. En 2022 se convierte en jugador del Club Atlético Ferrocarril Midland consagrándose campeón del Torneo Apertura del Campeonato de Primera C del fútbol argentino siendo capitan del equipo. En 2023 Club Atlético Ferrocarril Midland logra el ascenso a la B metropolita obteniendo el primer puesto del reducido convirtiendo uno de los goles del ascenso en la final del mismo.
En 2024 ficha en el Club Atlético General Lamadrid consagrándose campeón del Torneo Apertura del Campeonato de Primera C y se desempeña actualmente. 

## Palmarés
| Club                           | País      | Año         | PJ  | Goles |
| ------------------------------ | --------- | ----------- | --- | ----- |
| Los Andes                      | Argentina | 2010 - 2013 | 25  | 1     |
| San Telmo                      | Argentina | 2013 - 2015 | 153 | 7     |
| Universidad de San Carlos      | Guatemala | 2016        | 12  | ?     |
| San Telmo                      | Argentina | 2017 - 2018 | 9   | 2     |
| Chaco For Ever                 | Argentina | 2018 - 2020 | 44  | 1     |
| Talleres (RdE)                 | Argentina | 2021 - 2022 | 20  | 1     |
| Ferrocarril Midland            | Argentina | 2022 - 2023 | 11  | 1     |
| Club Atlético General Lamadrid | Argentina | 2024        |     |       |

| Equipo    | País      | Título    | Año  |
| --------- | --------- | --------- | ---- |
| San Telmo | Argentina | Primera C | 2015 |

| Equipo                            | País      | Título    | Año  |
| --------------------------------- | --------- | --------- | ---- |
| Club Atlético Ferrocarril Midland | Argentina | Primera C | 2022 |